# Пшчински окръг
Пшчински окръг (на полски: Powiat pszczyński) е окръг в Южна Полша, Силезко войводство. Заема площ от 471,12 км2. Административен център е град Пшчина.

## География
Окръгът се намира историческата област Горна Силезия.

## Население
Населението на окръга възлиза на 108 237 души (2012 г.). Гъстотата е 230 души/км2.

## Административно деление
Административно окръгът е разделен на 6 общини.
Градско-Селска община:
- Община Пшчина

Селски общини:
- Община Гочалковице-Здруй
- Община Кобюр
- Община Меджна
- Община Павловице
- Община Сушец

## Фотогалерия
- Пшчина
- Гочалковице-Здруй
- Кобюр
- Principe Bażantarnia